# 桑壁镇
桑壁镇，是中华人民共和国山西省临汾市永和县下辖的一个乡镇级行政单位。

## 行政区划
桑壁镇下辖以下地区：
桑壁村、东索基村、护国村、侯家庄村、前龙石腰村、兴义村、署益村、堡则村、长索村、郑家垣村、南寨村、后河村和新乡村。

## 古生物
1992年在桑壁镇附近的河沟中发现了脊椎动物化石，后由唐治路教授带队调查、发掘出中国陆地上发现的最早的初龙形类动物化石，并由此命名了新属（永和鳄属，Yonghesuchus ）新种（桑壁永和鳄，Yonghesuchus sangbiensis ），其产出地层的时代被确定为晚三叠世。